# Bezetting van AC/DC
Deze pagina bevat een schematisch overzicht van de leden die de Australische hardrockband AC/DC heeft gehad.

Daarnaast geeft deze pagina een gedetailleerde tijdlijn van de verschillende bezettingen in chronologische volgorde vanaf de oprichting in november 1973.

## Bezettingen
| Periode                         | Leden | Releases                                                                                           |
| ------------------------------- | --- | -------------------------------------------------------------------------------------------------- |
| November 1973 – Februari 1974   | - Dave Evans – zang - Angus Young – leadgitaar - Malcolm Young – slaggitaar, achtergrondzang - Larry Van Kriedt – basgitaar, achtergrondzang - Colin Burgess– drums    | geen                                                                                               |
| Februari 1974                   | - Dave Evans – zang - Angus Young – leadgitaar - Malcolm Young – slaggitaar, achtergrondzang - Larry Van Kriedt – basgitaar, achtergrondzang - Ron Carpenter – drums   | geen                                                                                               |
| Februari 1974                   | - Dave Evans – zang - Angus Young – leadgitaar - Malcolm Young – slaggitaar, achtergrondzang - Larry Van Kriedt – basgitaar, achtergrondzang - Russell Coleman – drums | geen                                                                                               |
| February – April 1974           | - Dave Evans – zang - Angus Young – leadgitaar - Malcolm Young – slaggitaar, achtergrondzang - Neil Smith – basgitaar, achtergrondzang - Noel Taylor – drums           | geen                                                                                               |
| April – September 1974          | - Dave Evans – zang - Angus Young – leadgitaar - Malcolm Young – slaggitaar, achtergrondzang - Rob Bailey – basgitaar, achtergrondzang - Peter Clack – drums           | geen                                                                                               |
| September 1974 – Januari 1975   | - Bon Scott – zang - Angus Young – leadgitaar - Malcolm Young – slaggitaar, achtergrondzang - Rob Bailey – basgitaar, achtergrondzang - Peter Clack – drums            | - High Voltage (1975)                                                                              |
| Januari – Februari 1975         | - Bon Scott – zang - Angus Young – leadgitaar - Malcolm Young – slaggitaar, achtergrondzang - Larry Van Kriedt – basgitaar, achtergrondzang - Phil Rudd – drums        | geen                                                                                               |
| Februari – Maart 1975           | - Bon Scott – zang - Angus Young – leadgitaar - Malcolm Young – slaggitaar, achtergrondzang - Paul Matters – basgitaar, achtergrondzang - Phil Rudd – drums            | geen                                                                                               |
| Maart – Mei 1977                | - Bon Scott – zang - Angus Young – leadgitaar - Malcolm Young – slaggitaar, achtergrondzang - Mark Evans – basgitaar, achtergrondzang - Phil Rudd – drums              | - T.N.T. (1975) - Dirty Deeds Done Dirt Cheap (1976) - Let There Be Rock (1977)                    |
| Mei 1977 – Februari 1980        | - Bon Scott – zang - Angus Young – leadgitaar - Malcolm Young – slaggitaar, achtergrondzang - Cliff Williams – basgitaar, achtergrondzang - Phil Rudd – drums          | - Powerage (1978) - If You Want Blood You've Got It (1978) - Highway to Hell (1979)                |
| Februari – April 1980           | - Angus Young – leadgitaar - Malcolm Young – slaggitaar, achtergrondzang - Cliff Williams – basgitaar, achtergrondzang - Phil Rudd – drums                             | geen                                                                                               |
| April 1980 – April 1983         | - Brian Johnson – zang - Angus Young – leadgitaar - Malcolm Young – slaggitaar, achtergrondzang - Cliff Williams – basgitaar, achtergrondzang - Phil Rudd – drums      | - Back in Black (1980) - For Those About to Rock We Salute You (1981) - Flick of the Switch (1983) |
| Juli 1983 – Mei 1988            | - Brian Johnson – zang - Angus Young – leadgitaar - Malcolm Young – slaggitaar, achtergrondzang - Cliff Williams – basgitaar, achtergrondzang - Simon Wright – drums   | - Fly on the Wall (1985) - Blow Up Your Video (1988)                                               |
| November 1989 – Augustus 1994   | - Brian Johnson – zang - Angus Young – leadgitaar - Malcolm Young – slaggitaar, achtergrondzang - Cliff Williams – basgitaar, achtergrondzang - Chris Slade – drums    | - The Razors Edge (1990)                                                                           |
| Augustus 1994 – April 2014      | - Brian Johnson – zang - Angus Young – leadgitaar - Malcolm Young – slaggitaar, achtergrondzang - Cliff Williams – basgitaar, achtergrondzang - Phil Rudd – drums      | - Ballbreaker (1995) - Stiff Upper Lip (2000) - Black Ice (2008)                                   |
| April 2014 – Februari 2015      | - Brian Johnson – zang - Angus Young – leadgitaar - Stevie Young – slaggitaar, achtergrondzang - Cliff Williams – basgitaar, achtergrondzang - Phil Rudd – drums       | - Rock or Bust (2014)                                                                              |
| Februari 2015 – April 2016      | - Brian Johnson – zang - Angus Young – leadgitaar - Stevie Young – slaggitaar, achtergrondzang - Cliff Williams – basgitaar, achtergrondzang - Chris Slade – drums     | geen                                                                                               |
| April 2016 – September 2016     | - Axl Rose – zang - Angus Young – leadgitaar - Stevie Young – slaggitaar, achtergrondzang - Cliff Williams – basgitaar, achtergrondzang - Chris Slade – drums          | geen                                                                                               |
| September 2016 – September 2020 | - Axl Rose – zang - Angus Young – leadgitaar - Stevie Young – slaggitaar, achtergrondzang - Chris Slade – drums                                                        | geen                                                                                               |
| September 2020 – heden          | - Brian Johnson – zang - Angus Young – leadgitaar - Stevie Young – slaggitaar, achtergrondzang - Cliff Williams – basgitaar, achtergrondzang - Phil Rudd – drums       | - Power Up (2020)                                                                                  |

## Bijzonderheden
- Voormalig leadzanger Dave Evans en slaggitarist Malcolm Young waren bij de oprichting beiden afkomstig van de Australische band Velvet Underground.[1]
- Leadgitarist Angus Young, afkomstig van de band Kantuckee, voegde zich een week na de oprichting van AC/DC bij de band.[1]
- Toen AC/DC nog maar pas was opgericht, viel hun manager Dennis Laughlin soms in voor leadzanger Dave Evans.
- Bon Scott, die vele jaren lang de leadzanger was, kwam van de band The Valentines.[1]
- Stevie Young, het neefje van Angus en Malcolm Young, viel tijdens de Blow Up Your Video Tour in voor Malcolm Young. Malcolm was tijdelijk niet beschikbaar wegens een alcoholverslaving.[2]

## Voetnoten
1. 1 2 3  (en) Interview met Dave Evans. YouTube.com. Gearchiveerd op 18 maart 2022.
2. ↑  (en) Stevie Young biografie. ac-dc.cc

Angus Young · Malcolm Young · Cliff Williams · Brian Johnson · Phil Rudd

Bon Scott · Dave Evans · Peter Clack · Rob Bailey · Simon Wright · Chris Slade · Mark Evans